# Alleanza Anticomunista Argentina
L'Alleanza Anticomunista Argentina (AAA), conosciuta come Triple A, fu un'organizzazione di estrema destra che operò in Argentina negli anni settanta, uccidendo diversi rappresentanti della sinistra. L'organizzazione era guidata da José López Rega, segretario personale del presidente Juan Domingo Perón.

## Storia
La prima strage eseguita dalla Triple A è il cosiddetto massacro di Ezeiza, avvenuto il 20 giugno 1973, in occasione del ritorno di Juan Domingo Perón dall'esilio, in cui membri di tale organizzazione aprirono il fuoco contro i militanti della sinistra peronista assassinando 13 persone e ferendone 365.
Il primo attentato, registrato, ebbe luogo il 21 novembre 1973, quando fu posta una bomba nell'automobile del senatore radicale Hipólito Solari Yrigoyen. L'attentato era stato organizzato come rappresaglia per l'uccisione del celebre sindacalista conservatore, José Ignacio Rucci.
Durante i due anni seguenti, la Triple A portò a termine molteplici attentati contro figure governative, giudiziali e poliziesche considerate permissive. La lista include Silvio Frondizi, fratello dell'ex presidente Arturo, l'ex impiegato della Policía Julio Troxler, il difensore di prigionieri politici Alfredo Curutchet, l'ex vice-governatore cordovano Atilio López e il sacerdote Carlos Mugica.
La CONADEP ha provato l'intervento della Triple A in 19 omicidi nel 1973, 50 nel 1974 e 359 nel 1975; si sospetta, inoltre, della sua partecipazione in centinaia di altri. Secondo le investigazioni più citate, solo tra i mesi di luglio, agosto e settembre 1974 il movimento della Triple A avrebbe realizzato 220 attentati, nei quali risulterebbero 60 morti e 44 feriti gravi, oltre a 20 sequestri. La stima globale è dell'ordine di 1500 crimini, alcuni dei quali s'inquadrano come crimini contro l'umanità.
López Rega era membro della loggia massonica Propaganda Due, diretta da Licio Gelli, la quale ebbe un ruolo importante nell'operazione italiana Gladio. Dopo la morte di Perón, il potere passò alla vicepresidente, sua moglie Isabel Martínez de Perón. Il generale Jorge Rafael Videla, che succedette a Isabel con un colpo di Stato, era un simpatizzante dell'organizzazione. Il 19 luglio 1975 i granatieri scoprirono, perlustrando la sede del gruppo di López Rega, caduto in disgrazia e costretto all'esilio, un arsenale composto da armi da guerra quali mitragliatrici, granate e fucili.

## L'arresto di Isabel Perón nel 2007
Il 12 gennaio 2007 è stata arrestata in Spagna l'ex presidente Isabel Martínez de Perón, nei confronti della quale un giudice argentino aveva emesso un mandato di cattura, accusandola di essere coinvolta nella sparizione di un giovane avvenuta a Mendoza nel 1976, durante il suo governo. Fu rilasciata poche ore dopo, con la condizionale. La giustizia spagnola ha poi respinto, il 28 aprile 2008, la richiesta di estradizione avanzata dall'Argentina.